# Infinite Girls
Infinite Girls  (Hangul: 무한걸스; Hanja: 無限女孩) es un programa de variedades Coreano. El programa es una versión femenina de un espectáculo llamado Infinite Challenge.  La muestra consistió en 3 temporadas con 6 MC como sus mascotas. El show alcanzó lo alto de su popularidad en noviembre de 2009, así que lograron tener 2 temporadas más.